# Zarah Leander
Zarah Leander (Karlstad, 15. ožujka 1907. – Stockholm, 23. lipnja 1981.) - švedska glumica i pjevačica.
Leander je počela svoju karijeru u kasnim 1920-im. Od sredine 1930-ih postigla je uspjeh u Europi, osobito u Njemačkoj i skandinavskim zemljama pa je dobila poziv, da ode u Sjedinjene Američke Države. Odlučila je radije ostati u Europi, zbog djece. Od 1936. radi za njemački "Universum Film AG" (UFA), dok i dalje pjeva. Kasnije je rekla, da iako su njezini filmovi bili uspješni, njezin rad kao pjevačice bio je više isplativ.
Budući da, je radila za njemačko državno poduzeće UFA u vrijeme Adolfa Hitlera, došla je na udar kritike, makar nije davala nikakve političke izjave. Vratila se u Švedsku, kada je Berlin bio bombardiran tijekom zračnog napada. Dugo vremena je izbjegavala nastupe i nakon Drugog svjetskog rata. Prošlo je nekoliko godina prije nego što se vratila umjetnosti, a kritike su je pratile cijeli život.
Ponovno je nastupala diljem Europe, ali nije ponovila prethodnu popularnost. Umrla je u dobi od 74 godine u Stockholmu.

## Filmografija
(naslovi filmova su u originalu) 
- 1930. – “Dantes Mysterier”
- 1931. – “Falska Millionären”
- 1935. – “Äktenskapsleken”
- 1936. – “Premiere”
- 1937. – “Zu neuen Ufern”
- 1937. – “La Habanera”
- 1938. – “Heimat”
- 1938. – “Der Blaufuchs”
- 1939. – “Es war eine rauschende Ballnacht”
- 1939. – “Das Lied der Wüste”
- 1940. – “Das Herz der Königin”
- 1941. – “Der Weg ins Freie”
- 1942. – “Die große Liebe”
- 1942. – “Damals”
- 1950. – “Gabriela”
- 1952. – “Cuba Cabana”
- 1953. – “Ave Maria”
- 1954. – “Bei Dir war es immer so schön”
- 1959. – “Der blaue Nachtfalter”
- 1964. – “Das Blaue vom Himmel” (TV-film)
- 1966. – “Das gewisse Etwas der Frauen”